# Euconnus hirticollis
Euconnus hirticollis är en skalbaggsart som först beskrevs av Johann Karl Wilhelm Illiger 1798.  Euconnus hirticollis ingår i släktet Euconnus, och familjen glattbaggar. Arten är reproducerande i Sverige.

## Bildgalleri

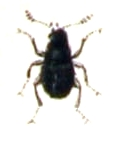